# عملية ثابتة
العملية الثابتة أو العملية الساكنة أو العملية التوقفية (stationary process) أو العملية الثابتة بدقة(strictly stationary process )  في الرياضيات والإحصاء، هي عملية تصادفية والتي لا يتغير توزيعها الاحتمالي المشترك غير المشروط عند تغييرها بالوقت، أي أنها تكون ثابتة إذا لم تتغير خصائصها الإحصائية بمرور الوقت. وبالتالي، فإن المعلمات مثل المتوسط والتباين لا تتغير أيضًا بمرور الوقت. إذا تم رسم خط في منتصف عملية ثابتة، فيجب أن يكون مسطحًا؛ قد يكون له دورات "موسمية" حول خط الاتجاه، لكنه بشكل عام لا يتجه صعودًا أو هبوطًا.
نظرًا لأن الثبات هو افتراض يقوم عليه العديد من الإجراءات الإحصائية المستخدمة في تحليل السلاسل الزمنية، فغالبًا ما يتم تحويل البيانات غير الثابتة لتصبح ثابتة. السبب الأكثر شيوعًا لانتهاك الثبات هو الاتجاه في المتوسط، والذي يمكن أن يكون بسبب وجود جذر الوحدة أو الاتجاه الحتمي. في الحالة الأولى لجذر الوحدة، تكون للصدمات العشوائية تأثيرات دائمة، ولا تكون العملية عكسية. في الحالة الأخيرة من الاتجاه الحتمي، تسمى العملية عملية الاتجاه الثابت، والصدمات العشوائية لها تأثيرات مؤقتة فقط وبعدها يميل المتغير نحو متوسط متطور حتمي (غير ثابت).